# Adinotec

Ehemaliges Logo

Die Adinotec AG ist eine börsennotierte Aktiengesellschaft mit Sitz in München in Bayern. Vorstandsvorsitzender des Unternehmens war bis 21. Oktober 2015 der Gründer Edmund Krix, seitdem Curt Alexander Papenberg.
Das Unternehmen wurde am 10. Dezember 2004 in Griesheim gegründet. Der Börsengang erfolgte am 4. Januar 2006 im Entry Standard der Frankfurter Wertpapierbörse unter Begleitung der VEM Aktienbank (heute: Dero Bank). Die Aktien wurden zu einem Preis von 55,55 € ausgegeben, insgesamt werden 2006 1,35 Millionen Aktien gehandelt. Im ersten Halbjahr für 2005 erzielte das Unternehmen einen Umsatz von 347.000 € und erwirtschaftete einen Verlust von 193.000 €. Im 1. Halbjahr 2006 erwirtschaftete Neosino einen Fehlbetrag von 800.000 €, bei knapp 900.000 € Umsatz. Auf der Hauptversammlung am 18. April 2008 wurde die Namensänderung in adinotec AG beschlossen.
Das Unternehmen beabsichtigte nach eigenen Angaben Produkte aus Nanoteilchen mit einer Größe von drei bis zehn Nanometer herzustellen. Vertrieben werden sollten Nahrungsmittelergänzungsstoffe sowie Kosmetika. Durch die mechanische Zermahlung von Mineralstoffen zu Nanopartikeln sollten nach Unternehmensangaben die Stoffe leichter vom Körper aufgenommen und verwertet werden können. Ein wissenschaftlicher Nachweis der besonderen Wirkung von Nano-Mineralien konnte allerdings nicht erbracht werden. Aus diesem Grunde änderte das Unternehmen seine Forschungszielrichtung und konzentrierte sich auf die Herstellung von Polymeren zur Anwendung in der Fundamentverfestigung im Straßenbau. Das Produkt, ursprünglich noch nanoSTAB genannt, wurde von der Adinotec-Tochtergesellschaft Poligate hergestellt.
Die Produktion der inzwischen aufgegebenen Nahrungsergänzungsmittel sollte laut NDR durch das Tochterunternehmen Sanalife LTD auf Malta erfolgen, welches dort registriert war. Allerdings konnten Reporter des NDR dort kein Unternehmen entdecken. Das im Produkt enthaltene Silizium ist dabei angeblich nicht für Lebensmittelergänzungsstoffe zugelassen und auch eine Sondergenehmigung wurde weder beantragt noch erteilt. Die seit 2006 nicht mehr bestehende Neosino bestritt diese Vorwürfe auf einer Website und erklärte, dass das Silizium natürlichen Ursprungs sei.
Am 28. August 2009 hat der Vorstand mit Zustimmung des Aufsichtsrats eine Kapitalerhöhung beschlossen. Dazu wird das bestehende genehmigte Kapital der Gesellschaft in Höhe von 600.000 Euro auszunutzen. Zunächst wird eine Barkapitalerhöhung mit Bezugsrecht im Betrag bis zu 200.000 Euro durch Ausgabe von bis zu 200.000 neuen Stückaktien durchgeführt. Das gesetzliche Bezugsrecht bei der Barkapitalerhöhung wird den bezugsberechtigten Aktionären in der Weise eingeräumt, dass die neuen Aktien von der VEM Bank AG mit der Verpflichtung übernommen werden, sie den bezugsberechtigten Aktionären im Verhältnis 2:1 zu einem Bezugspreis von EUR 10,00 je Aktie anzubieten.
Am 4. November 2015 stellte das Unternehmen Insolvenzantrag wegen Zahlungsunfähigkeit und am 4. Februar 2016 wurde ein Insolvenzverfahren in Eigenverwaltung angeordnet. Über einen vom Gericht angeforderten Insolvenzplan stimmten die Gläubiger am 25. Mai 2016 positiv ab, weswegen die Insolvenz nach Bedienung der anerkannten Gläubigerforderungen am 23. September 2016 rechtskräftig aufgehoben wurde. Adinotec AG ist seitdem schuldenfrei und voll geschäftsfähig.

## NDR-Sendung „Panorama“ vom 9. März 2006 und Stellungnahme
Ein Bericht des Magazins Panorama vom 9. März 2006 erhob Vorwürfe gegen die neosino AG: Eine Untersuchung durch Markus Antonietti vom Max-Planck-Institut für Kolloid- und Grenzflächenforschung in Potsdam Anfang 2006 sei zu dem Ergebnis gekommen, dass keine der versprochenen Nanopartikel in den untersuchten Neosino-Produkten zu entdecken waren. Vielmehr waren die kleinsten der Partikel 1000-mal so groß. Nach Veröffentlichung des Ergebnisses am 9. März 2006 brach der Kurs des Unternehmens um 40 % ein und schloss bei 68 €.
Der Vorstand bestritt das Ergebnis und zweifelte die korrekte Messung durch das Max-Planck-Institut an. In einer Stellungnahme von 10. März 2006 betonte das Unternehmen, dass seine Produkte nach Messungen der Universität Gießen (Klaus Rödelsperger, Institut und Poliklinik für Arbeits- und Sozialmedizin im Klinikum der Justus-Liebig Universität Gießen) sowie von zwei öffentlich bestellten und vereidigten Sachverständigen des Zentrum für Werkstoffanalytik, Lauf, (Jürgen Göske und Werner Kachler) tatsächlich Mineralien in Nanogröße enthalten.
Der Deutsche Sportbund (DSB) versah im Oktober 2005 Neosino-Produkte mit seinem Gütesiegel „empfohlen Deutscher Sportbund“ und empfahl sie seinen Mitgliedern. Inzwischen kündigte der DSB allerdings an, seinen Vertrag mit Neosino nicht zu verlängern. Seit August 2005 ist die neosino AG offizieller Partner des FC Bayern München. Vermittelt wurde die Partnerschaft durch den Vereinsarzt Hans-Wilhelm Müller-Wohlfahrt, der auch als Berater für Neosino tätig ist. Der ehemalige österreichische Skiläufer Hans Enn ist Repräsentant für „Nanoprodukte“ bei Neosino.
Die Staatsanwaltschaft Frankfurt begann kurz nach dem Bericht mit Ermittlungen auf Grund einer anonymen Anzeige gegen das Unternehmen wegen des Verdachts von Kapitalanlage- und Prospektbetruges. Das Ermittlungsverfahren wurde im April 2006 eingestellt. Am 29. März 2006 erklärt das Unternehmen auf einer Pressekonferenz: „Die Neosino Nanotechnologies AG hat Vorwürfe des ARD-Magazins Panorama vom 9. März widerlegt, Produkte von Neosino würden nicht wie angegeben Mineralien in Nanogröße enthalten.“. Allerdings konnte in den vorgelegten Gutachten die Existenz dieser Teilchen nicht nachgewiesen werden. Am selben Tag erwirkte das Unternehmen eine einstweilige Verfügung gegen den NDR, bestimmte Aussagen seiner Berichterstattung nicht zu wiederholen.
Nach Informationen des NDR vom 14. Juni 2006 darf Neosino nach einem ergangenen Urteil des Landgerichts Frankfurt viele ihrer bisherigen Werbeaussagen nicht mehr verwenden. Eine entsprechende Unterlassungserklärung wurde von Neosino anerkannt und musste von dem Unternehmen bis Ende September 2006 unterzeichnet werden. Die Unterlassungserklärung bezieht sich dabei auf Formulierungen, die auf besondere Wirkungen oder Heilwirkungen bei Krankheiten hindeuten. Der Verband Sozialer Wettbewerb war gerichtlich gegen diese Werbeaussagen vorgegangen. Neosino bezeichnete dies als eine geringfügige Anpassung der Produktbeschreibungen und Werbeaussagen.
Die Einstweilige Verfügung, welche dem NDR untersagte bestimmte Aussagen in seiner Berichterstattung zu wiederholen, wurde am 21. Juli 2006 vom Landgericht Hamburg aufgehoben.
Am 3. August 2006 veröffentlichte Spiegel Online einen Artikel, wonach eine Pilotstudie und eine Studie, welche die Produkte mit herkömmlichen und ungleich billigeren Präparaten verglichen, zum gleichen Schluss gekommen sind: Die Produkte der Neosino AG zeigen gegenüber den billigeren Supermarktartikeln keinerlei Vorteil.

## Schutzrechte
Das Unternehmen hält keine eigenen Patente, sondern kauft – über eine Tochtergesellschaft auf Malta – das Know-how bei einem Partner ein: Das „Fachlabor Gerd Thöne“ hat nach Auskunft seines Inhabers ein mechanisches Mahlverfahren entwickelt, mit dem sich Mineralien wie Silizium, Calcium und Magnesium zu Nanopartikeln zermalmen lassen. Laut Neosino-Gründer Krix funktioniert das „ohne Chemie und Gentechnologie“ – und laut Co-Vorstand Bruno Wüthrich gibt es auch dafür keinen Patentschutz.
Thöne hält die Rechte an der Webadresse neosino.de. Er verkaufte darüber schon Anfang 2001 Mineralprodukte – allerdings ohne Nano-Etikett.
In dem von Gerd Thöne angemeldeten Patent, wird ein Heilmittel zur inneren Anwendung, insbesondere gegen Krebserkrankungen beschrieben.
Die Erfindung betrifft ein Heilmittel zur inneren Anwendung, insbesondere gegen Krebserkrankungen. Das Heilmittel weist Mineralien mit einer Korngröße von 1 bis 150, insbesondere 1 bis 20 Nanometer auf.
Im Wertpapierprospekt der Firma Neosino wird dazu ausgeführt:

„Die Sanalife Ltd., Malta, eine Tochtergesellschaft der Neosino Nanotechnologies AG, hat am 9. Februar 2004 einen „Patentlizenzvertrag sowie Rahmenvertrag über wirtschaftliche Zusammenarbeit“ mit dem Fachlabor Gerd Thöne… geschlossen. In diesem Vertrag hat die Fa. Fachlabor Gerd Thöne der Sanalife Ltd. eine ausschließliche Lizenz zur Herstellung und zum Vertrieb der im Zusammenhang mit der Patentanmeldung mit der Bezeichnung „Heilmittel zur inneren Anwendung, insbesondere gegen Krebserkrankungen“, hinterlegt beim Deutschen Patent- und Markenamt, Anmeldenummer 10323759.3 sowie des Patents WO 97/3 555 8, entstehenden Produkte einschließlich des Know how gewährt. Die Fa. Fachlabor Gerd Thöne hat der Sanalife Ltd. zudem ein uneingeschränktes Nutzungsrecht an der Marke Neosino und an den entsprechenden Internet-Domain-Namen eingeräumt.“